# Тілден (Небраска)
Тілден (англ. Tilden) — місто (англ. city) в США, в округах Медісон і Антелоуп штату Небраска. Населення — 992 особи (2020).

## Географія
Тілден розташований за координатами 42°2′38″ пн. ш. 97°49′55″ зх. д. / 42.04389° пн. ш. 97.83194° зх. д. (42.043887, -97.831982).  За даними Бюро перепису населення США в 2010 році місто мало площу 1,91 км², уся площа — суходіл.

## Демографія
Згідно з переписом 2010 року, у місті мешкали 953 особи в 403 домогосподарствах у складі 262 родин. Густота населення становила 499 осіб/км².  Було 453 помешкання (237/км²).
Расовий склад населення:
| - 96,2 % — білих - 0,6 % — азіатів - 0,4 % — чорних або афроамериканців - 0,2 % — корінних американців - 1,4 % — осіб інших рас |

До двох чи більше рас належало 1,2 %. Частка іспаномовних становила 2,2 % від усіх жителів.
За віковим діапазоном населення розподілялося таким чином: 25,3 % — особи молодші 18 років, 53,4 % — особи у віці 18—64 років, 21,3 % — особи у віці 65 років та старші. Медіана віку мешканця становила 38,3 року. На 100 осіб жіночої статі у місті припадало 98,1 чоловіків;  на 100 жінок у віці від 18 років та старших — 85,4 чоловіків також старших 18 років.
Середній дохід на одне домашнє господарство  становив 56 424 долари США (медіана — 44 348), а середній дохід на одну сім'ю — 69 419 доларів (медіана — 58 021). Медіана доходів становила 37 371 долар для чоловіків та 34 205 доларів для жінок. За межею бідності перебувало 5,9 % осіб, у тому числі 2,6 % дітей у віці до 18 років та 12,6 % осіб у віці 65 років та старших.
Цивільне працевлаштоване населення становило 573 особи. Основні галузі зайнятості: освіта, охорона здоров'я та соціальна допомога — 27,2 %, сільське господарство, лісництво, риболовля — 11,7 %, виробництво — 10,3 %.